# Аугсбурзьке сповідання
«Ауґзбурзьке сповідання» (лат. «Confessio Augustana», нім. «Augsburger Bekenntnis») — перший офіційний виклад доктрини й практики Віттенберзької Реформації, що мала далекосяжний вплив на протестантизм в цілому. Твір було написана Філіппом Меланхтоном та його співавторами у двох мовних версіях з приблизно однаковим змістом, а саме: латиною та німецькою мовою. Передмова укладена німецькою та перекладена пізніше латиною. 
Документ був представлений Карлу V на рейхстазі в Аугсбурзі 25 червня 1530 року, який увійшов в історію як Ауґзбурзький рейхстаг. Католики у відповідь написали папське спростування (Confutatio Pontificio), а від імені православних відповів Константинопольський патріарх Єремія II Транос.
У відповідь на спростування (Confutatio) згодом була написана Апологія Ауґзбурзького сповідання.

## Загальні характеристики
Ауґзбурзьке сповідання складається з 28 статей. У початковому варіанті вони не мали заголовків, які були додані у версії для публікації. Перші 21 статті («Головні статті віри» або тези) є основним кредо лютеранства. Їхньою метою було довести, що євангелісти перебувають у згоді з католицьким ученням і відходять від нього лише там, де повертаються до первинного вчення Церкви. У статтях 22–28 («Статті про суперечливі питання, у яких дано перелік зловживань, що виправлені» або антитези) стверджується, що сумління спонукає євангельські Церкви відхилятися від певних доктрин і практик, а впроваджені реформи спираються не тільки на Святе Письмо, але й на вчення й практику Церкви.

## Зміст

### Передмова
Передмова до «Ауґзбурзького сповідання» була написана німецькою мовою Ґреґором Брюком і перекладена на латинську мову Юстусом Йонасом. Посилаючись на імператорський указ, який скликає зібрання в Ауґзбурзі, він представляє наявний розбрат як суперечку між двома рівними сторонами. Він дипломатично звинувачує імператора в тому, що той не бажає виступати як суддя в цьому питанні. Він також стверджує, що на зібранні в Ауґзбурзі спір може бути вирішений тільки соборно (посилання на події з'їзду князів у місті Шпаєр у 1526 році), а останньою інстанцією повинен бути собор (в 1530 р. євангелісти ще плекали надію, що імператор спонукатиме Папу скликати Вселенський собор, на якому наявні розбіжності будуть вирішені).

### Головні статті віри (тези)
| Стаття | Заголовок                            | Опис |
| ------ | ------------------------------------ | --- |
| I      | Про Бога                             | Християни вірять у Триєдиного Бога і відкидають інші інтерпретації Божественної природи. |
| II     | Про прабатьківський гріх             | Лютеранська віра навчає, що людина за своєю природою є гріховною, сповненою пристрастей, не має страху Божого та віри в Бога. Ця вроджена вада не може бути виправлена власною силою людини. |
| III    | Про Сина Божого                      | Лютерани вірять у боговтілення, тобто поєднання в особі Ісуса двох природ – повністю людської і повністю божественої. Примирення людини з Богом можливе лише через Ісуса. |
| IV     | Про виправдання                      | Людина не може заслужити виправдання перед Богом своїми власними заслугами, примирення з Богом досягається через віру завдяки благодаті від Христа. (Лютер називав цю тезу «статтею, на якій стоїть або падає Церква» (лат. articulus stantis et cadentis ecclesiae)). |
| V      | Про священництво                     | Лютеранська віра навчає, що Бог запровадив священництво, щоби за допомогою Благовісті і Таїнств люди могли одержати віру, яку створює в них Святий Дух. |
| VI     | Про новий послух                     | Лютеранська віра навчає, що добрі діла християн – не запорука спасіння, а є лише плодами віри, їх потрібро робити заради Бога, а не заради очікування винагороди від Бога. |
| VII    | Про Церкву                           | Лютеранська віра навчає, що існує одна свята Християнська Церква, яка постає там, де Євангеліє проповідується згідно з чистим його розумінням і таїнства відправляються відповідно до Божественного Слова. |
| VIII   | Що таке Церква                       | Незважаючи на те, що серед віруючих є чимало лицемірів і грішників, Слово і таїнства є завжди дієвими, навіть якщо священики, що їх відправляють, не є благочестивими людьми. Ця стаття засуджує донатистів. |
| IX     | Про хрещення                         | Лютеранська віра навчає, що хрещення є необхідним, і що через нього пропонується божественна благодать. Слід хрестити дітей, бо через це вони передаються на Божу ласку. |
| X      | Про Господню Вечерю                  | Лютеранська віра навчає, що тіло та кров Христові дійсно присутні в хлібі та вині під час Вечері, відкидаючи протилежні вчення. |
| XI     | Про сповідь                          | Лютеранська віра навчає, що приватне відпущення гріхів має зберігатися у церкві, однак під час сповіді не вимагається перераховувати всіх гріхів, тому що це неможливо. |
| XII    | Про покаяння                         | Покаяння складається з двох частин: мук сумління через гріх і віри через Євангеліє (в те, що через Христову ласку прощено гріхи). Віруюча людина не може бути ані повністю вільною від гріха, ані жити поза Божою благодаттю і прощенням. |
| XIII   | Про використання таїнств             | Лютеранські таїнства (хрещення та Євхаристія) є фізичними проявами Слова Божого й Його волі щодо людей. Таїнства не є просто матеріальною дією, вони потребують віри і пов’язані з дією Бога й Його обітницями. |
| XIV    | Про церковну владу                   | Лютерани дозволяють публічно проповідувати чи здійснювати Таїнства лише тим, хто має до цього “гідне покликання”. |
| XV     | Про церковні порядки                 | Лютеранська віра навчає, що церковні свята, храмові дні, календарні події і пости корисні для підтримання релігійного порядку, але ці ритуали не є необхідними для спасіння. Запроваджені людьми традиції, які виконуються з метою “задобрити” Бога і заслужити Його ласку, суперечать Євангелію.                                                                                  |
| XVI    | Про міський порядок і світський уряд | Світська влада і посади розглядаються як частина запровадженого Богом доброго порядку. Християнам вільно працювати в державних установах, служити воїнами, займатись бізнесом та іншими мирськими видами діяльності. Також слід виконувати світські закони, але не в тому випадку, коли вони ведуть до гріха.                                                                      |
| XVII   | Про Христове повернення для суду     | Лютеранська віра навчає, що Христос повернеться, щоби воскресити мертвих і судити світ: дати вічне життя і радість благочестивим, а безбожних засудити на “вічні муки”. Ця стаття заперечує вчення про тисячолітнє царство побожних людей перед воскресінням мертвих. |
| XVIII  | Про свободу волі                     | Лютеранська віра навчає, що людина володіє волею жити “пристойним життям” (або “здійснювати вибір, що охоплюється розумом”), але не має достатньої волі для духовної праведності (бути “прийнятною для Бога”). Іншими словами, люди здатні самотужки робити вибір і вільно діяти в усіх сферах, крім тих, що ведуть до спасіння. Віра і спасіння є дією не людини, а Святого Духа. |
| XIX    | Про причину гріха                    | Лютеранська віра навчає, що гріх спричинений не Богом, а “волею диявола та всіх безбожників”, які відвертаються від Бога до зла. |
| XX     | Про віру та добрі діла               | Лютеранське вчення про виправдання вірою жодним чином не заперечує важливості добрих діл, але наголошує, що благодать Божа надається без заслуг, лише через віру – упевненість у милосердному Богові – яка рухає серце робити добрі діла, а отже вони є ознакою, а не умовою спасіння.                                                                                             |
| XXI    | Про шанування святих                 | Лютерани розглядають святих, не як спасителів чи посередників між Богом та людьми, а радше як надихаючі приклади для власної віри й життя. |

### Статті про суперечливі питання, у яких дано перелік зловживань, що виправлені (антитези)
| Стаття | Заголовок                                | Опис |
| ------ | ---------------------------------------- | --- |
| XXII   | Про обидві форми в причасті (євхаристії) | Причасникам-мирянам належить надавати освячені хліб та вино, а не тільки хліб, бо Христос заповідує стосовно чаші, щоб пили з неї усі. |
| XXIII  | Про шлюб священиків                      | Лютерини дозволяють своїм клірикам вступати до шлюбу, аргументуючи це тим, що єпископи ранньої Церкви були одружені, Бог благословив шлюб як частину світоустрою, а також тим, що одруження й дітонародження є природною реалізацією сексуального бажання людини.                                                    |
| XXIV   | Про месу                                 | Лютерани зберігають відправлення меси, але визнають її тільки як публічне зібрання для спільної молитви громади й отримання причастя. Лютерани відкинули практику використання месі як “роботи” з метою позбавитись від гріха, а також “комерційні” зловживання, коли меси проводились надто часто заради прибутку.  |
| XXV    | Про сповідь                              | Лютерани погоджуються з необхідністю сповіді та відпущення гріхів, але відкидають думку, ніби сповідь має виклика́ти в християнина почуття провини і занепокоєння. Відпущення даровано для всіх гріхів, а не лише тих, які людина здатна перелічити на сповіді, оскільки неможливо знати всі свої провини.            |
| XXVI   | Про відмінність у їжі                    | Традиції постів і спеціальних заходів із обмеженнями в харчуванні суперечать Євангелію, коли їх дотримуються з метою здобуття Божої ласки. Хоча пости та інші подібні практики є корисними духовними вправами, вони не ведуть до виправдання чи спасіння.                                                            |
| XXVII  | Про чернецькі обітниці                   | Людина не може здобути духовну чистоту у відокремленій спільноті чи в ізоляції від решти світу. Також неможливо досягти досконалості шляхом виконання обітниць, особливо прийняих на себе вимушено. Отже, чернецькі обітниці є марними та не мають сили.                                                             |
| XXVIII | Про владу єпископів                      | Єдина влада, що її дано священникам і єпископам через Святе Письмо – це влада проповідувати, навчати й звершувати таїнства. Влада духовенства в державних чи військових питаннях існує лише в загальногромадянському вимірі. Клірики не є ані світськими володярями, ані військовими лідерами за божественим правом. |